# Cena Tony
Cena Tony (anglicky Tony Award, celým názvem Antoinette Perry Awards) je cena udílená každoročně od roku 1947 vybranými pracovníky divadel a novináři v různých oblastech divadla, muzikálu a činohry. Udílí se v celkem v 24 kategoriích a cenu mohou získat pouze představení či herci z Broadwaye. Ceny jsou považovány za nejvyšší ocenění v divadelní oblasti, ekvivalentem jsou Oscaři za filmy, Grammy za hudbu, Emmy za televizi, Laurence Oliver Award za divadlo ve Spojeném království a Molièrova cena ve Francii. Českou obdobou obou těchto cen je Cena Thálie.

## Historie
Ceny byly založeny v roce 1947 výborem American Theatre Wings v čele s Brockem Pembertonem. Ceny se jmenovaly podle Antoinette Perry, přezdívané Tony, herečky, režisérky, producentky a spoluzakladatelky American Theatre Wings, která zemřela v roce 1946. První ceremoniál se konal 6. dubna 1947 v hotelu Waldorf Astorie v New Yorku, ale až při třetím ceremoniálu se začala předávat cena vypadající jako Tony medailon.
Od roku 1997 do roku 2010 se ceremoniály konaly v Radio City Music Hall v New Yorku v červnu a byly živě vysílány na stanici CBS, kromě roku 1999, kdy se ceremoniál konal v divadle Beacon. V roce 2011 a 2012 se ceremoniál také konal v Beacon Theatre. 67. ročník Tony Awards se vrátil do Radio City Music Hall, stejně 68. a 69. ročník.

## Kategorie
Od roku 2014 se cena předává ve 24 kategoriích, plus několik speciálních ocenění. V roce 1947 se začalo s 11 kategoriemi, názvy a čísla kategorií se změnily v průběhu let. Cena Isabelle Stevenson Award byla poprvé předána v roce 2009.
- Nejlepší herec v hlavní roli – divadelní hra
- Nejlepší herec ve vedlejší roli – divadelní hra
- Nejlepší herečka v hlavní roli – divadelní hra
- Nejlepší herečka ve vedlejší roli – divadelní hra
- Nejlepší herec v hlavní roli – muzikál
- Nejlepší herec ve vedlejší roli – muzikál
- Nejlepší herečka v hlavní roli – muzikál
- Nejlepší herečka ve vedlejší roli – muzikál
- Nejlepší muzikál
- Nejlepší revival muzikálu
- Nejlepší režie muzikálu
- Nejlepší book of musical
- Nejlepší originální scénář
- Nejlepší choreografie
- Nejlepší scénický design v muzikálu
- Nejlepší kostýmní design v muzikálu
- Nejlepší světelný design v muzikálu
- Nejlepší divadelní hra
- Nejlepší revival divadelní hry
- Nejlepší režie divadelní hry
- Nejlepší scénický design divadelní hry
- Nejlepší kostýmní design divadelní hry
- Nejlepší světelný design divadelní hry

### Speciální ceny
- Regional Theatre Tony Award
- Special Tony Award (včetně Lifetime Achievement Award)
- Tony Honors for Excellence in Theatre
- Isabelle Stevenson Award

## Rekordy
- Nejvíce Tony Awards získal muzikál Producenti (2001), a to 12 cen, včetně ceny za Nejlepší muzikál. Nejvíce Tony Award získala divadelní hra The Coast of Utopia (2007), 7 cen, včetně ceny za Nejlepší divadelní hru.
- Nejvíce nominací získal muzikál The Scottsboro Boys (2011), a to 12, ale nevyhrál ani jednu.
- Tři produkce získaly "velkou šestku" ocenění: South Pacific (1950), Sweeney Todd: Ďábelský holič z Fleet Street (1979) a Hairspray (2003), každý z nich získal ceny za Nejlepší muzikál, Nejlepší hudbu, Nejlepší scénář, Nejlepší herec v hlavní roli - muzikál, Nejlepší herečka v hlavní roli - muzikál a Nejlepší režie.
- Harold Prince získal 21 Tony Awards, včetně osmi cen za Nejlepší režii, osm za Nejlepší muzikál, dvě za Nejlepšího producenta a tří speciálních Tony Awards. Tommy Tune získal 9 Tony Awards, včetně tří za režii, čtyř za choreografii a dvou za vystoupení. Stephen Sondheim, Bob Fosse, Oliver Smith a Jules Fishe získali každý 8 cen. Audra McDonald má 6 cen. Terrence McNally, Tom Stoppard má každý 4 ceny.